# Heartkill (мини-альбом)
Heartkill  — EP норвежской певицы Туне Дамли, выпущенный в Норвегии 20 января 2014 года лейблом Eccentric Music.

## Список композиций
| №  | Название                              | Длительность |
| -- | ------------------------------------- | ------------ |
| 1. | «Heartkill»                           | 3:23         |
| 2. | «Winner of a Losing Game»             | 3:49         |
| 3. | «Perfect World»                       | 3:23         |
| 4. | «Smash»                               | 3:32         |
| 5. | «Hello Goodbye c Эриком Сегерстедтом» | 3:05         |

## Позиции в чартах
| Чарт (2014)            | Пик |
| ---------------------- | --- |
| Norwegian Albums Chart | -   |

## История релизов
| Страна   | Дата выпуска   | Форматы              | Лейбл           |
| -------- | -------------- | -------------------- | --------------- |
| Норвегия | 27 Января 2014 | Цифровая дистрибуция | Eccentric Music |